# Комфортная еда

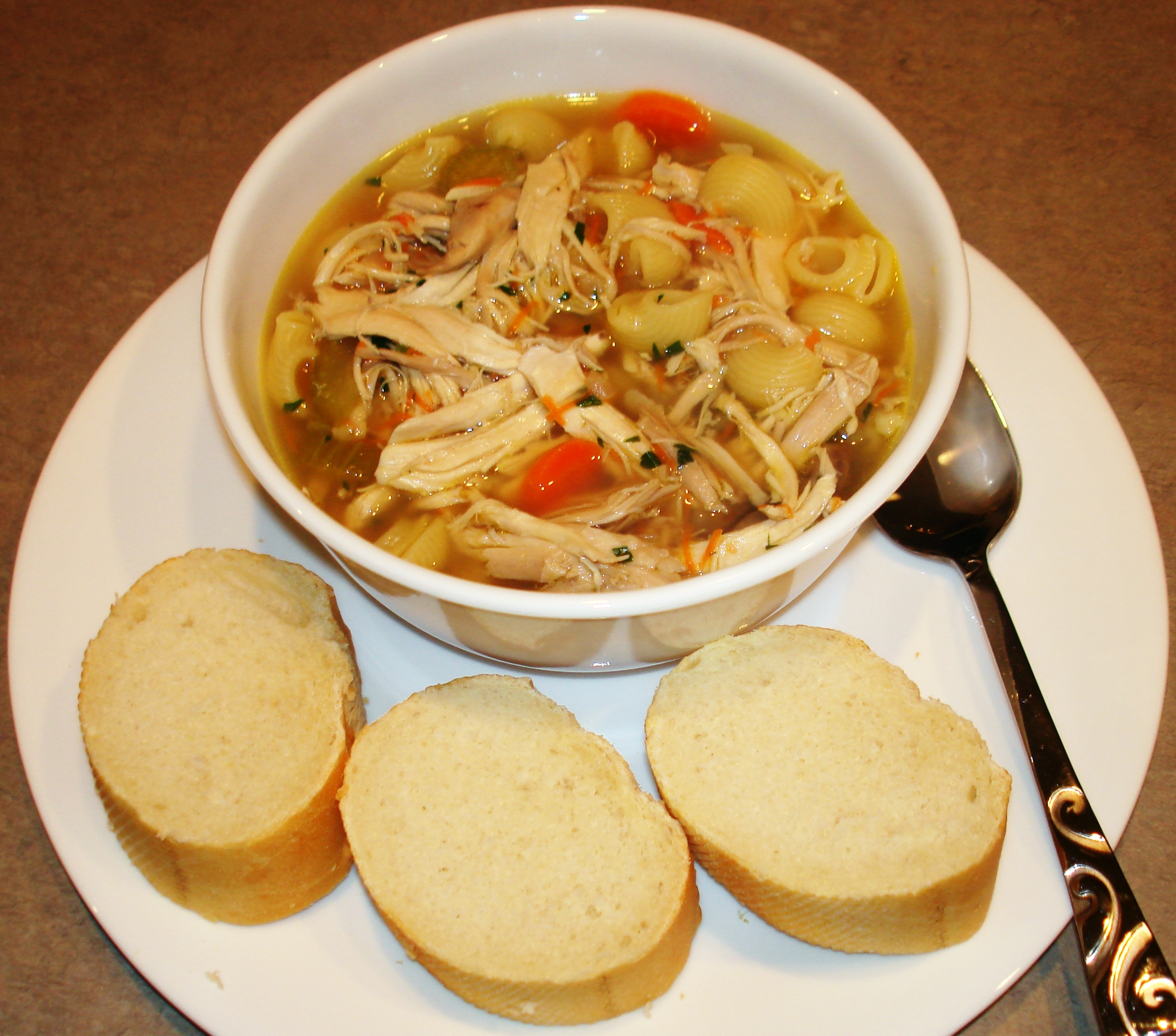
Куриный суп — распространённая классическая комфортная еда, которая встречается в разных культурах

Комфортная еда (англ. Comfort food) — еда, которая вызывает ностальгические или сентиментальные чувства и может характеризоваться высокой калорийностью, высоким уровнем углеводов и простым приготовлением. Это также привычная еда из детства, которая ассоциируется с уютом. Комфортная еда — совершенно разные блюда, в зависимости от региона, национальных и культурных особенностей.
Термин «комфортная еда» появился как минимум в 1966 году, когда «Палм-Бич Пост» использовала его в рассказе: «Взрослые, находясь в состоянии сильного эмоционального стресса, обращаются к тому, что можно было бы назвать „комфортной пищей“, — еде, связанной с безопасной жизнью, детством, таким как мамины яйца-пашот или знаменитый куриный суп».

## Психологические исследования
Употребление высококалорийных, жирных, солёных или сладких продуктов, таких как мороженое, шоколад или картофель фри, может запустить систему вознаграждения в человеческом мозгу, которая доставляет особенное удовольствие или временное чувство эмоционального подъёма и расслабления. При наличии психологического расстройства люди часто используют комфортную пищу, чтобы побаловать себя. Чаще всего комфортной еды хочется в период стресса, а также в период перестройки организма во время смены сезонов. Комфортная еда помогает справиться с депрессией, поднимает настроение, так как способствует выделению гормона серотонина.
Люди с отрицательными эмоциями, как правило, едят нездоровую пищу, стремясь испытать мгновенное удовлетворение, которое приходит с ней, даже если оно будет кратковременным.
Терапевтическое использование включает предложение комфортной пищи аноректическим гериатрическим пациентам, чьё здоровье и качество жизни в противном случае ухудшаются из-за сокращения перорального приёма.
Вместе с тем, употребление комфортной пищи часто и в большом количестве может быть вредным для здоровья. В частности, это рассматривается как реакция на эмоциональный стресс и, следовательно, как ключевой фактор, способствующий эпидемии ожирения в Соединённых Штатах. Провокация определённых гормональных реакций, выборочно ведущих к увеличению абдоминального жира, рассматривается как форма самолечения.